# Robert Edwards (politician)
Robert Edwards (n. 16 ianuarie 1905 – d. 4 iunie 1990) este un om politic britanic, membru al Parlamentului European în perioada 1973-1979 din partea Regatului Unit. 
1. ↑  Robert Edwards (politician), SNAC, accesat în 9 octombrie 2017
2. 1 2 3 4 5 6 7 8 9  Hansard 1803–2005
3. 1 2  pace.coe.int